# Charles Cochrane-Baillie, 2. Baron Lamington

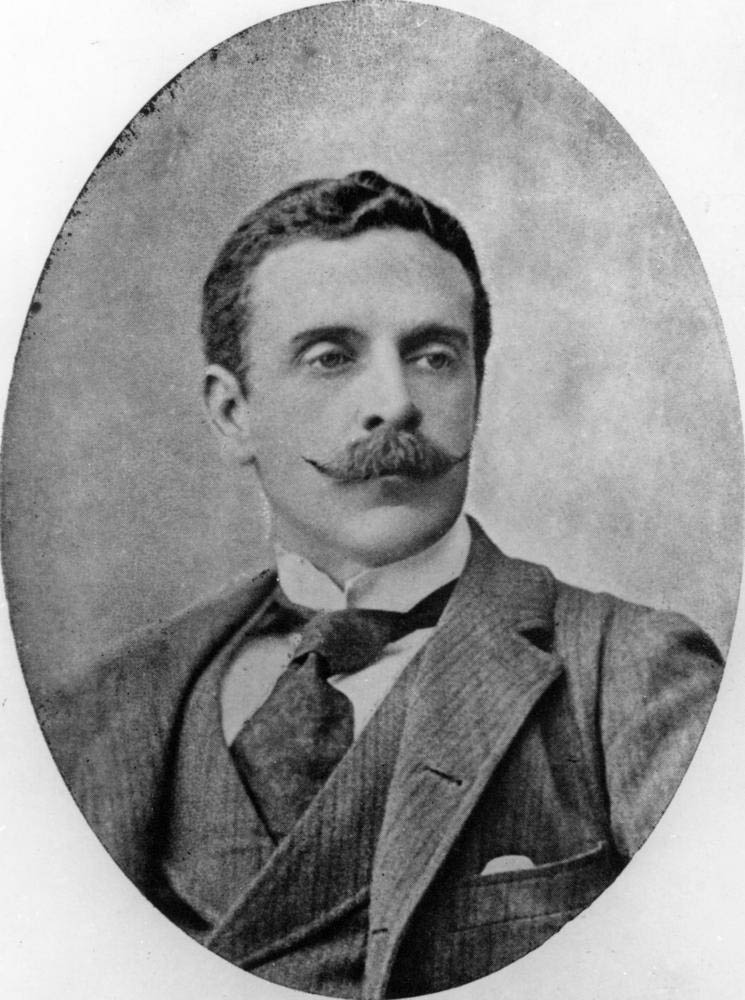
Charles Cochrane-Baillie, 2. Baron Lamington

Charles Wallace Alexander Napier Ross Cochrane-Baillie, 2. Baron Lamington, GCMG, GCIE (* 29. Juli 1860 in London; † 16. September 1940 in Lamington House, Lanarkshire) war ein britischer Politiker (Conservative Party), Kolonialbeamter und Gouverneur von Queensland von 1896 bis 1901 sowie Gouverneur von Bombay von 1903 bis 1907.

## Leben
Cochrane-Baillie wurde in London als viertes Kind und einziger Sohn von Alexander Cochrane-Wishart-Baillie, 1. Baron Lamington, aus dessen Ehe mit Annabella Drummond geboren. Er besuchte das Eton College und das Christ Church College der University of Oxford, wo er 1883 einen Bachelor of Arts erlangte.
1885 wurde er stellvertretender Privatsekretär des Premierministers des Vereinigten Königreichs, Lord Salisbury. Bei der Unterhauswahl 1885 kandidierte er erfolglos im Wahlkreis St Pancras North für die Conservative Party. Bei den Neuwahlen 1886 siegte er im selben Wahlkreis und zog ins House of Commons ein. Er hatte dieses Mandat bis 1890 inne, als er beim Tod seines Vaters 1890 dessen Adelstitel als 2. Baron Lamington erbte, dadurch einen Sitz im House of Lords erhielt und aus dem House of Commons ausschied.
Im Oktober 1895 wurde Lord Lamington ausgesucht, um Sir Henry Norman als Gouverneur von Queensland abzulösen. Er trat dieses Amt am 9. April 1896 an. Seine Amtszeit war von seiner sehr konservativen Politik geprägt.
1900 wurde er als Knight Grand Cross des Order of St Michael and St George und 1903 als Knight Grand Commander des Order of the Indian Empire ausgezeichnet.
1903 wurde er zum Gouverneur der Provinz Bombay in Britisch-Indien ernannt. Er übte dieses Amt bis zu seiner Abdankung im Juli 1907 aus.
Nach seiner Rückkehr ins Vereinigte Königreich lebte Cochrane-Baillie auf dem Stammsitz seiner Familie, Lamington House, in Lanarkshire, Schottland, wo er am 16. Dezember 1940 im Alter von 80 Jahren starb.

## Ehe und Nachkommen
Am 13. Juni 1895 heiratete er Hon. Mary Haughton Hozier († 1869), Tochter des William Hozier, 1. Baron Newlands. Mit ihr hatte er zwei Kinder:
- Victor Alexander Brisbane William Cochrane-Baillie, 3. Baron Lamington (1896–1951), ⚭ 1922 Riette Neilson;
- Hon. Grisell Annabella Gem Cochrane-Baillie (1898–1985), ⚭ 1922 Edward George Godolphin Hastings (1887–1973), Captain der Royal Navy.

## Sonstiges
Im englischen Sprachraum ist sein Name durch den nach ihm benannten Nachtisch, den Lamington, bekannt.
Außerdem wurden der Lamington Plateau and National Park in Queensland, die Lamington Bridge in Maryborough (Queensland), der Mount Lamington (ein Vulkan in Papua-Neuguinea) und die Lamington Road in Mumbai nach ihm benannt.